# Калайи-Пяндж
Калайи-Пяндж (дари قَلعِه پَنج), также известен как Калайи-Панджа — кишлак на северо-востоке Афганистана, в вилаяте (провинции) Бадахшан. Входит в состав района Вахан.

## Географическое положение
Калайи-Пяндж расположен на северо-востоке Бадахшана, в высокогорной местности, на правом берегу реки Пяндж, вблизи места впадения в неё малой реки Даргохи-Калайи-Пяндж, на расстоянии приблизительно 175 километров к востоку от города Файзабада, административного центра вилаята. Абсолютная высота — 2792 метра над уровнем моря. Ближайшие населённые пункты — кишлак Ишон (выше по течению Пянджа), кишлак Пак (ниже по течению Пянджа).

## Население
На 2003 год население составляло 800 человек (408 мужчин и 392 женщины). Дети в возрасте до 15 лет составляли 43 % от общего количества жителей кишлака. В национальном составе преобладают ваханцы.